# 이노우에 미쓰사다
이노우에 미쓰사다(井上光貞)는 일본의 역사학자이다. 친조부는 가쓰라 다로, 외조부는 이노우에 가오루이며 부친은 이노우에 사부로, 모친은 지요코(千代子, 가오루의 서장녀)이다. 부인은 아키코(明子, 후타라 요시노리 백작의 3녀, 친조부는 다테 무네에, 외조부는 기타시라카와노미야 요시히사 친왕)이다.